# گاراژ (فیلم ۱۹۲۰)
گاراژ (انگلیسی: The Garage) فیلمی کوتاه به کارگردانی راسکو آرباکل محصول سال ۱۹۲۰ کشور ایالات متحده آمریکا است.

## بازیگران
- راسکو آرباکل
- باستر کیتون
- مالی مالون
- هری مک‌کوی
- دن کریمیس
- لوک
- آلیس لیک